# Rhaphoxya solida
Rhaphoxya solida är en svampdjursart som först beskrevs av Carter 1885.  Rhaphoxya solida ingår i släktet Rhaphoxya och familjen Dictyonellidae.
Artens utbredningsområde är havet kring Australien. Inga underarter finns listade i Catalogue of Life.